# Пётр из Дусбурга

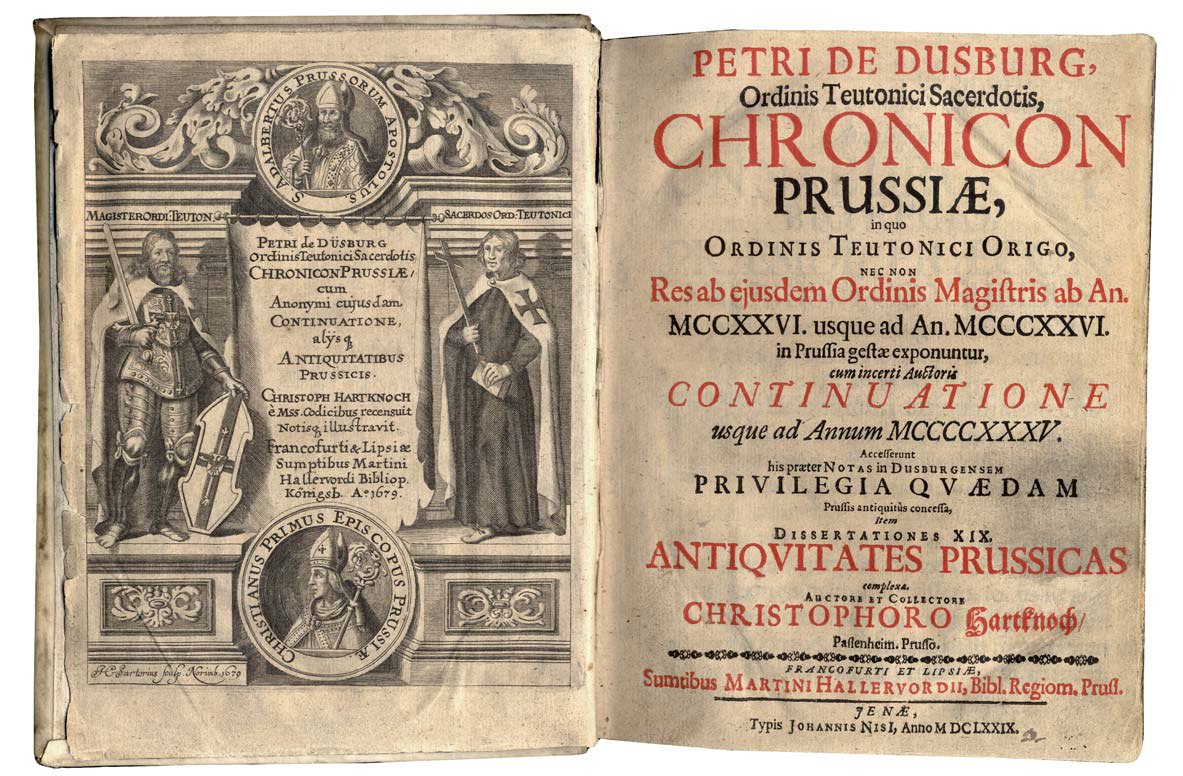
Йенское издание «Хроники земли Прусской» Петра из Дусбурга 1679 г.

Пётр из Дуйсбурга, или Пётр из Дусбурга, он же Пётр Дуйсбургский (нем. Peter von Duisburg, Peter von Dusburg, лат. Petrus de Dusburg; около 1260 — после 1326) — хронист и брат-священник Тевтонского ордена, автор «Хроники земли Прусской» (лат. Chronicon terrae Prussiae, Cronaca della terra di Prussia) на латинском языке. 

## Жизнь и труды
Родиной Петра долгое время было принято считать город Дуйсбург (нем. Duisburg) на Рейне. Но в 1968 году польская исследовательница его хроники Маржена Поллякувна высказала предположение, что он был выходцем из голландского города Дусбурга, находившегося на территории орденского баллея Утрехт, где Тевтонский орден обосновался ещё в первой половине XIII века. В настоящее время обе эти точки зрения равноправно сосуществуют.
Также остаются неопределёнными место написания «Хроники…», как и пребывания самого автора. Немецкие историки Ордена назвали разные его города и замки: Макс Перльбах — Рагнит, Иоганнес Фохт, Эрих Машке и Хартмут Бокман — Кёнигсберг, однако посвящение «Хроники…» Великому Магистру Ордена Вернеру фон Орзельну (1324—1330) скорее указывает на Мариенбург. Если связать прибытие Петра в Пруссию с основанием Рагнита (1289), можно предположить, что он прожил там около 40 лет, и, следовательно, завершил свою хронику в возрасте 62—66 лет.
«Хроника земли Прусской» Петра из Дусбурга — первый крупный памятник историографии Тевтонского ордена в Пруссии, завершённый в 1326 году, но позже, возможно, доведённый самим автором до 1330 года, после которого последний, вероятно, умер. Хроника представляет широкую картину исторических событий XIII — первой четверти XIV века, связанных с покорением и крещением прусских языческих племён, а также соседних народов, осмысленных с позиций традиционного провиденциализма. Следует учитывать, что хотя Пётр из Дусбурга описывал в основном события более чем полувековой давности, по меркам средневекового сознания они считались почти современными, а имевшаяся о них информация — безусловно достоверной.
Состоит хроника из четырёх книг: первая сообщает об основании Ордена бременскими и любекскими купцами при осаде в 1190 году Акры в Палестине, вторая — о пожаловании императором Священной Римской империи Фридрихом II в 1226 году немецким крестоносцам прусских земель, третья — о войнах с пруссами до 1283 года и с литовцами до 1326 года. Это самая объёмная книга, содержащая подробную летопись военных действий, участие в которых, однако, сам автор как лицо духовное непосредственно вряд ли принимал. Четвёртая книга, вероятно, составленная Петром с целью вписать историю Ордена в мировой контекст, кратко описывает правление императоров и пап, а также  происходившие в других странах различные знамения и чудеса.
Источниковая база хроники является предметом дискуссий. Несомненно использование Петром Дусбургским «Повести о начале Тевтонского ордена» (вторая четв. XIII в.), «Донесения Генриха фон Гогенлоэ», «Донесения Гартмана фон Хельдрунгена», «Хроники пап и императоров» Мартина Опавского, Старшей Ливонской рифмованной хроники (вторая пол. XIII в.), Пельплинских (нач. XIV в.) и Кратких Прусских (вторая четв. XIV в.) анналов, житий святых, а также письменных посланий, дипломов, орденских статутов, списков магистров и, очевидно, собственных воспоминаний. По мнению М. Поллякувны, хронист имел постоянный доступ к архиву Ордена, а по словам Х. Бокмана, активно пользовался свидетельствами очевидцев, вроде священника Конрада из Балги, находившегося в 1285 году у смертного одра «добровольно» крестившегося ятвяжского князя Скуманда и передавшего ему последние слова покойного. Свидетельства Петра из Дусбурга об общественном строе пруссов и литовцев представляют собой большую историческую ценность.
Наличие в «Хронике земли Прусской» заметных морально-дидактических тенденций вызвано тем, что она изначально составлялась в воспитательных и образовательных целях. Автор её, подобно большинству своих орденских собратьев, полагал, что за годы, прошедшие со времён великих тевтонских побед, дисциплина среди тевтонцев была уже далека от идеала, а образ их жизни мало соответствовал уставу. Поэтому настоятельно требовалось вывести для них наглядные и красочные образцы для подражания, умело обрамляя их описаниями святых чудес. История, таким образом, выполняла в глазах Петра из Дусбурга двойную функцию, не только объясняя на героических примерах братьям ордена необходимость священной войны, но и побуждая их заботиться о спасении собственной души.
Латынью большинство крестоносцев-современников Петра Дуйсбургского свободно не владело, в силу чего уже в начале 1330-х годов по инициативе великого магистра Лютера Брауншвейгского хроника его переведена была на немецкий язык Николаем фон Ерошиным. В первой трети XV столетия она была продолжена до 1430 года кульмским городским писарем Конрадом Бичиным.
К «Хронике земли Прусской» приложена карта, на которой к северу от Нарева указана Русь: «Jazvingiae sive Polachiae pars, quae Dusburgio vocatur Russia». На основании этой подписи русский историк и археолог XIX века Иван Боричевский приводил данные о том, что река Мемель (Неман) отделяла Русь (Ruschiam), Литву и Куронию от Пруссии.
«Хроника земли Прусской» Петра из Дусбурга сохранилась в нескольких поздних рукописях, старейшая из которых относится к первой половине XVII века. Именно по ней она впервые была напечатана в 1679 году в Йене, Франкфурте и Лейпциге прусским историком и картографом Кристофом Харткнохом. Научное издание её было подготовлено в 1861 году в Лейпциге немецким историком и педагогом Максом Тёппеном в первом томе собрания «Историков Пруссии» (лат. Scriptores rerum Prussicarum). 
Комментированный немецкий перевод хроники, подготовленный Клаусом Шольцем и Дитером Войтецки, увидел свет в 1984 году в Дармштадте в 25 томе «Избранных источников по истории немецкого Средневековья» (нем. Ausgewählte Quellen zur deutschen Geschichte des Mittelalters). Именно по нему, с использованием оригинальной публикации М. Тёппена, младшим научным сотрудником Института российской истории РАН канд. филол. наук Верой Ивановной Матузовой в начале 1990-х годов выполнен был первый полный русский перевод, готовившийся к печати в академической серии «Памятники исторической мысли», но лишь в 1997 году опубликованный отдельным изданием НИЦ «Ладомир».

## Издания
- Пётр из Дусбурга. Хроника земли Прусской / Пер. с лат. В. И. Матузовой. — М.: Ладомир, 1997. — 384 с. — ISBN 5-86218-258-6.